# Wohn- und Wirtschaftsgebäude Zum Schierenfeld 5
Das Wohn- und Wirtschaftsgebäude Zum Schierenfeld 5, Ecke Kanalstraße, in Ganderkesee-Rethorn, 3,3 Kilometer nordöstlich vom Ortskern, wurde in der Mitte des 19. Jahrhunderts gebaut.
Das Gebäude steht unter Denkmalschutz (siehe auch Liste der Baudenkmale in Ganderkesee).

## Beschreibung
Das eingeschossige traufständige Gebäude von um 1850 ist ein Zweiständerhallenhaus in Fachwerk mit Steinausfachungen, mit reetgecktem Krüppelwalmdach und Niedersachsengiebel mit Uhlenloch.
Das Niedersächsische Landesamt für Denkmalpflege befand: „… geschichtliche Bedeutung … als beispielhaftes Fachwerkhallenhaus aus der Mitte des 19. Jhs. ….“